# Castello di Châtillon-sur-Chalaronne
Il castello di Châtillon-sur-Chalaronne è un edificio difensivo di origine medievale situato a Châtillon-sur-Chalaronne, in Francia. Centro della signoria di Châtillon nell'antico mandamento della Bresse (Châtillon-les-Dombes), attualmente le sue vestigia si trovano nel territorio del comune di Châtillon-sur-Chalaronne nel dipartimento dell'Ain, nella regione dell'Auvergne-Rhône-Alpes.
Le vestigia del castello sono state oggetto di una descrizione tra i monumenti storici della Francia il 22 febbraio 1927.

## Storia
All'inizio dell'XI secolo un castello era già esistente in loco ed era possedimento di Ugo di Châtillon.
Questo Ugo fu probabilmente padre di Milone di Châtillon, padre a sua volta di Bérard, vescovo di Mâcon, e di Umberto, cavaliere, che nel 1103 concluse un trattato con l'abate di Cluny relativamente all'amministrazione della giustizia a Chaveyriat che lo vendicò di sua moglie, figlia unica ed erede dei signori di Luyseis. Bérard e Umberto diverranno entrambi crociati nel 1108 e si imbarcheranno alla volta della Terra santa assieme a due loro nipoti, Étienne e Humbert de Moyria. Umberto di Châtillon fu avo di Stefano di Châtillon, abate della certosa di Portes nel 1181, poi vescovo di Die nel 1202. Étienne de Châtillon morì il 7 settembre 1208 ed è stato consacrato santo dalla chiesa cattolica, festaggiato il 26 giugno.
Nel 1070, il castello venne governato per conto degli Câtillon dai signori di Montrevel.
Sembra che verso la fine dell'XI secolo i signori di Châtillon abbiano donato il castello a Umberto II di Beaujeu.
Nel 1212, qui viveva Guy, quarto signore di Châtillon-les-Dombes, il quale vantava dei possedimenti a Saint-Didier-d'Aussiat ed a Saint-Martin-le-Châtel nonché a Chaveyriat.
Nel gennaio del 1228, il castello passò a Renaud signore di Bâgé, attraverso il suo matrimonio con Sibile, signore di Bâgé e di Bresse, figlia di Guiscardo IV de Beaujeu, il quale lo cedette, nel 1272, a Filippo I di Savoia. Alla sua morte le terre di Châtillon passarono ad Amedeo V di Savoia, suo nipote e successore, la cui casata le conservò sino al 1535.
Nel 1409 Amedeo VII di Savoia qui ricevette l'omaggio di Filippo di Borbone, conte di Clermont, e l'anno successivo, fece pubblicare gli statuti dell'Ordine della Santissima Annunziata fondato dal suo avo Amedeo VI, il conte verde.
Nel 1535 venne conquistato, con la provincia di Bresse, da Francesco I. Enrico II nel 1555, si alleò con Étienne de la Forge, scudiero e signore di Chaillouvres, lo a restituì nel 1559, al duca Emanuele Filiberto di Savoia che lo eresse a contado, il 26 giugno 1561, e lo rimise a Jean-Louis de Costa, in cambio della contea di Benne in Piemonte. Jean-Louis de Costa morì l'11 giugno 1564, e la sua contea passò a Christophe d'Urfé, cavaliere, il quale alienò i propri beni nel 1615 a François de Bonne de Lesdiguières, maresciallo di Francia. Françoise de Bonne, duchessa di Créquy, figlia del Lesdiguières, lo vendette il 7 dicembre 1645, per il prezzo di 47.000 livres, a Gastone d'Orléans, padre di Mademoiselle de Montpensier, che lo rese rendita patrimoniale della sua casata.
Nel 1715 Filippo d'Orléans donò parte delle rovine alte del castello alle religiose Orsoline. Dal 1757 al 1776, venne affittato a Camille-Louis Perrichon, signore di Tremblay.

## Descrizione
Il castello di Châtillon è ormai completamente ridotto in rovina e rimangono solo alcuni muri a testimoniare la sua presenza. Esse si presentano in forma di una cinta poligonale.
All'inizio del XII secolo, la parrocchia locale disponeva anche di una cappella dedicata alla Vergine Maria presso il castello. Verso il 1110, l'arcivescovo Gauceran donò alla abbazia d'Ainay la cappella. Questa cappella ancora esisteva alla fine del XIV secolo dal momento che nel 1363 disponeva di un cappellano officiante per Henri de Chalamon.